# 萩野崇
萩野 崇（はぎの たかし、1973年5月27日 - ）は、日本の俳優、声優である。東京都出身。
テレビドラマ、映画、舞台などで活躍。長良プロダクション所属の後、2018年からはフリー。

## 来歴
1991年にテレビドラマ『ルージュの伝言「ESPER」』の準主役で俳優デビューを果たした。
1996年に東映製作の特撮テレビドラマ『超光戦士シャンゼリオン』の主人公の私立探偵、涼村暁 / シャンゼリオン役で主演を務めた。
2002年には平成仮面ライダーシリーズ『仮面ライダー龍騎』のメインキャラクターの1人で凶悪殺人犯、脱獄犯、浅倉威 / 仮面ライダー王蛇役を演じ、正義と悪のヒーローの両方を演じた俳優の1人となった。
2004年に声優活動開始、シルバーアクセサリーブランドWild Strawberryとのコラボモデルアクセサリーを発売してアクセサリー制作に携わり、同社サイトのモデルとして出演した際に『仮面ライダー龍騎』で着用していた蛇革のジャケットを再び着用した。
2007年10月から2008年3月まで、『おもいッきりイイ!!テレビ』内のコーナー『美肌泉隊SPAレンジャー』にレギュラー出演した。

## 人物
- ニックネームはハギ、ハギー。『仮面ライダー龍騎』の共演者からはアニキという愛称で呼ばれていた。
- 『龍騎』の公式イベントで京都の大宮東映に移動した際、ファンからの変身ポーズのリクエストに答え、王蛇とは別に『超光戦士シャンゼリオン』の変身台詞の「燦然！」を言いつつ同キャラの変身ポーズを行うという、自身繋がりのネタを披露した。
- 『龍騎』劇中での王蛇の動きは漫画作品である『北斗の拳』に登場するカイオウをイメージしていた。「北斗宗家（北斗琉拳）の手の動きが好きなんで、それを意識して常に力みのないキャラをやろうって思って」とのこと[4]。

## 出演
太字はメインキャラクター。

### テレビドラマ
- ルージュの伝言「ESPER」（1991年8月28日、TBS）※準主役でデビュー
- あなただけ見えない（1992年1月13日 - 3月23日、フジテレビ） - 正一
- キライじゃないぜ（1992年7月2日 - 9月24日、TBS） - 川上哲
- ファンダメンタル（1992年11月 - 1993年1月）
- 流行図鑑（1994年1月10日 - 1994年3月25日、テレビ東京）
- 積木くずし崩壊、そして…（1994年4月5日、テレビ東京）
- カミング・ホーム（1994年7月8日 - 9月23日、TBS）
- ノーメイク（1994年10月、テレビ朝日）
- オ・ト・ナにして〜コンプレックス・ブルー（1995年1月10日 - 3月28日、テレビ朝日）
- 火曜サスペンス劇場 元旦の花嫁・逃亡結婚（1995年6月13日、日本テレビ）
- 月曜ドラマスペシャル ダブルウエディング（1995年10月）
- 代紋TAKE2 パート5（1996年1月28日、日本テレビ）
- 超光戦士シャンゼリオン（1996年4月3日 - 12月25日、テレビ東京） - 主演・涼村暁 / シャンゼリオン
- 名探偵保健室のオバさん（1997年1月6日 - 3月10日、テレビ朝日）
- 研修医なな子（1997年10月13日 - 12月8日、テレビ朝日）
- 丹下晋蔵熱血記〜函館望郷編（1997年10月27日、TBS）
- はぐれ刑事純情派（テレビ朝日）
  - XI（1998年4月1日 - 9月30日）
  - XII（1999年3月31日 - 1999年9月29日） - 今野悟
  - XII（2000年4月5日 - 9月27日） - 志村良二
- ドラマ30「のんちゃんのり弁2」（1998年6月1日 - 7月31日、CBC）
- 土曜ワイド劇場「おばはん刑事!流石姫子1」（1998年9月5日、テレビ朝日） - 倉田勉
- 単独房の少女たち（1999年7月30日、フジテレビ）
- すずらん（1999年4月5日 - 10月2日、NHK）
- おばさん会長・紫の犯罪清掃日記! ゴミは殺しを知っている（TBS、2000年5月22日）
  - 2（2001年11月26日、TBS）
  - 3（2002年7月22日、TBS）
  - 5（2003年） - 町田勤
- スタイル!（2000年10月12日 - 12月14日、テレビ朝日）
- 地獄の花嫁2（2001年2月2日、フジテレビ）
- 愛は正義（2001年1月11日 - 3月16日、テレビ東京） - 金田一郎
- いなか刑事伊原奉三の退職捜査日誌・盗撮ビデオ殺人事件（2001年5月27日、テレビ東京）
- いのちの現場から（MBS） - 桜沢俊介
  - 7（2001年5月25日 - 7月27日）
  - 新・いのちの現場から（2004年3月29日 - 5月28日）
  - 新・いのちの現場から2（2006年4月3日 - 5月26日）
- 美容エステ探偵2（2001年8月24日、フジテレビ）
- 女子アナ刑事 華麗なる財宝殺人（2002年1月25日、フジテレビ）
- 古都旅情サスペンス「かぐや姫伝説殺人事件（2001年11月25日、テレビ東京）
- 窓際信金マンの事件帳簿（2002年1月27日、テレビ東京）
- 監察医・室生亜季子31（2002年3月19日、日本テレビ）
- 仮面ライダーシリーズ（テレビ朝日）
  - 仮面ライダー龍騎（2002年2月3日 - 2003年1月19日） - 浅倉威[5]
    - 仮面ライダー龍騎スペシャル 13RIDERS（2002年9月19日） - 浅倉威 / 仮面ライダー王蛇

  - 仮面ライダーディケイド 第19話（2009年5月31日） - 仮面ライダー王蛇の声
- 松本清張 黒革の手帖（2004年10月14日 - 12月9日、テレビ朝日） - 矢沢
- 特捜刑事・遠山怜子2（2004年10月20日、テレビ東京） - 藤原弘
- 夜王（2005年5月11日、TBS） - 北斗
- アストロ球団（2005年8月10日 - 10月、テレビ朝日） - ダイナマイト拳
- 鬼嫁日記（2005年10月11日 - 12月20日、フジテレビ）

- スイーツドリーム（2006年9月4日 - 10月27日、TBS） - 中野順二
- 炎の警備隊長・五十嵐杜夫 4（2006年6月17日、テレビ朝日）
- 特命係長 只野仁 第28話（2007年2月23日）
- おとり捜査官・北見志穂12（2007年） - 高木壮太
- 松本清張 点と線（2007年11月24日、25日、テレビ朝日）
- キミ犯人じゃないよね?（2008年4月11日 - 6月13日、テレビ朝日）
- 西村京太郎トラベルミステリー (49) 日光〜鬼怒川殺人ルート（2008年4月26日、テレビ朝日） - ミュージシャン・ウィリー誠（前田誠）
- 忠臣蔵〜その男、大石内蔵助（2010年12月25日、EX） - 岡島八十右衛門
- 悪党〜重犯罪捜査班 第2話（2011年1月28日、ABC・テレビ朝日） - 霧島修
- 俺の空 刑事編 第2話（2011年10月23日、テレビ朝日） - 元龍星会組員
- 十津川刑事の肖像 (7) 十津川警部の初恋（2013年6月21日、フジテレビ） - 黒木高雄
- 横浜見聞伝スター☆ジャン（2013年10月12日 - 12月28日、tvk） - 濱尾探
- 相棒12（2014年2月5日、テレビ朝日） - 三木賢三
- 鑑識特捜班・九条礼子〜骨を知る女〜 (3)（2014年4月16日、テレビ東京） - 重盛祐介
- デパート仕掛け人!天王寺珠美の殺人推理 (7)（2014年5月17日、ABC・テレビ朝日） - 堺田将彦
- 財務捜査官 雨宮瑠璃子 (8)（2014年7月21日、TBS） - 唐沢守
- フィッシャーマンズ・ブルース 第2話「オコゼ女にご用心」（2014年12月20日、テレビ朝日） - 浮田まもる
- ひぐらしのなく頃に（2016年5月20日 - 6月24日、スカパー!） - 前原伊知郎
- Re:フォロワー 第6 - 10話（2019年10月6日 - 12月15日、朝日放送テレビ） - 荻島賢哉
- ドゲンジャーズ メトロポリス（2023年4月9日 - 、KBCテレビ） - 芥忠墨

### バラエティ
- おもいッきりイイ!!テレビ（日本テレビ）
  - 「美肌泉隊SPAレンジャー」（2007年 - 2008年）
  - 「海盛り 朝ゴハンの旅」（2008年）
- 地球感動配達人 走れ!ポストマン（2008年 - 2009年、MBS）

### 映画
- CAB（1996年）
- キッズ・リターン（1996年7月27日）
- 新宿やくざ狂犬伝 一匹灯（1999年1月16日）
- 女侠・夜叉の舞い（2000年6月15日）
- 仮面ライダーシリーズ
  - 劇場版 仮面ライダー龍騎 EPISODE FINAL（2002年8月17日） - 浅倉威 / 仮面ライダー王蛇
  - 劇場版 仮面ライダー電王 俺、誕生!（2007年8月4日） - コブライマジンの声（友情出演）
  - 劇場版 仮面ライダーディケイド オールライダー対大ショッカー（2009年8月8日） - 仮面ライダー王蛇の声
  - 仮面ライダーギーツ×リバイス MOVIEバトルロワイヤル（2022年12月23日公開） - 浅倉威 / 仮面ライダー王蛇[6]
- HERO?天使に逢えば…（2004年6月12日）[7]
- 一生の?お願い（2005年10月5日） - 航
- サクゴエ（2007年10月20日） - 滝沢龍太
- URAHARA（2008年3月15日） - 大石圭
- 帰ってきたバスジャック（2017年） - 浪速会若頭 シゲ
- HE-LOW（2018年）※友情出演
- 女詐欺師レン キケンな情事を追え!（2020年、オーピー映画） - 吉羽英二[8]
- 死神遣いの事件帖 -傀儡夜曲-（2020年6月12日）- 坂口
- HE-LOW THE FINAL（2022年5月27日）※友情出演
- 君たちはまだ長いトンネルの中（2022年6月17日）- 二階堂すすむ
- うさぎのおやこ（2024年3月22日）[9]

### 舞台
- 大阪慕情のれん一代.（1997年8月、明治座）
- 新宿ドブ板物語（2003年8月、新宿紀伊國屋サザンシアター） - 主演
- シンデレラ（2004年7月、日本橋三越ファミリー劇場） - 王子
  - シンデレラ（2004年8月、地方公演）
- 赤い靴（2004年12月、日本橋三越ファミリー劇場） - トニー
- WEL-COME to パラダイス（2006年2月9日 - 19日）
- CHANBARA FEVER〜八戸より愛を込めて〜（2007年9月26日 - 30日、第19回池袋演劇祭参加公演）
- ジョリー・ロジャー（2009年1月、劇団ファントマ サンシャイン劇場・シアタードラマシティ）
- MASKED RIDER LIVE&SHOW 〜十年祭〜（2009年6月28日・29日） - 仮面ライダー王蛇の声
- トライフル〜reorder〜（2010年1月、全労済ホール スペース・ゼロ）
- アリー・エンターテイメントプロデュース「いい日、リストラ」（2010年8月18日 - 22日、シアターグリーン）
- 劇団VitaminX （2010年9月25日 - 10月4日） - 葛城銀児
- オフィスインベーダー「方舟」（2011年11月9日 - 13日、俳優座劇場） - カンダタ
- 青の祓魔師 〜青の焔 覚醒編／京都 不浄王編〜 （2014年6月、サンシャイン劇場） - イゴール・ネイガウス
- 銀河英雄伝説 星々の軌跡（2015年6月10日 - 21日、Zeppブルーシアター六本木） - ワルター・フォン・シェーンコップ
- Office ENDLESS
  - 「RE-INCARNATION RE-SOLVE」（2015年12月24日 - 29日、スペース・ゼロ / 2016年1月9日 - 10日、サンケイホールブリーゼ / 1月14日 - 18日、シアター1010） - 袁紹本初
  - 「RE-INCARNATION RE-COLLECT」（2018年12月20日 - 27日、スペース・ゼロ） - [袁紹本初
- ダイヤのA The LIVE III（2016年8月19日 - 9月4日、Zeppブルーシアター六本木）- 轟雷蔵
- ミュージカル「しゃばけ」（2017年1月19日 - 29日、紀伊國屋サザンシアター TAKASHIMAYA）- 暗夜
- ALL OUT!! THE STAGE（2017年5月25日 - 6月4日、Zeppブルーシアター六本木）- 籠信吾[10]
- SHATNER of WONDER #6「遠い夏のゴッホ」（2017年7月14日 - 23日、天王洲 銀河劇場 / 7月29日 - 30日、森ノ宮ピロティホール）- ラングレン[11]
- 舞台もののふシリーズ最終章 駆けはやぶさ ひと大和（2018年2月8日 - 18日、天王洲銀河劇場 / 2月23日 - 25日、森ノ宮ピロティホール） - 勝海舟
- 義経ギャラクシー -銀河鉄道と五条大橋の999-（2018年3月8日 - 11日、北とぴあ つつじホール）[12]
- 『龍よ、狼と踊れ～Dragon,Dance with Wolves～』 ～草莽の死士～（2018年3月21日 - 4月1日、紀伊國屋サザンシアター TAKASHIMAYA）- 坂本龍馬[13]
- あなたも知らない舞台裏（2018年8月15日 - 19日、新宿村LIVE）[14]
- pet - 林
  - 「pet」─壊れた水槽─（2018年12月5日 - 9日、草月ホール）[15]
  - 「pet」─虹のある場所─（2019年7月29日 ‐ 、神田明神ホール）[16]
- DisGOONie
  - Vol.5「PHANTOM WORDS」（2019年3月15日 - 24日、ヒューリックホール東京）[17]
  - Vol.6「PANDORA」（2019年7月11日 - 17日、スペース・ゼロ）
  - Vol.8「DECADANCE」ー太陽の子ー（2020年1月24日 - 2月1日、EX THEATER ROPPONGI / 2月8日 - 9日、森ノ宮ピロティホール）
  - Vol.9「GHOST WHITER」（2021年1月22日 - 24日、COOL JAPAN PARK OSAKA WWホール / 1月29日 - 2月7日、EX THEATER ROPPONGI）- トレヴィル[18]
  - Vol.10「MOTHERLAND」（2021年12月3日 - 12日、明治座 / 12月18日 - 19日、森ノ宮ピロティホール） - 項梁[19]
  - Vol.11 「Little Fandango」（2022年6月10日 - 19日、EX THEATER ROPPONGI / 7月2日 - 3日、COOL JAPAN PARK OSAKA WWホール）- ウィリアム・ローゼンバーグ[20]
  - Vol.12「玉蜻　～新説・八犬伝」 - 金碗大輔（2023年2月10日 - 19日、EX THEATER ROPPONGI / 2月25日 - 26日、COOL JAPAN PARK OSAKA WWホール）
  - Vol.15「恋ひ付喪神ひら」（2025年6月7日・14日〈予定〉、シアターH）[21][22]
- 「血界戦線」- ギルベルト・F・アルトシュタイン
  - 血界戦線（2019年11月2日 - 10日、天王洲 銀河劇場 / 11月14日 - 17日、梅田芸術劇場シアター・ドラマシティ）
  - 血界戦線 Beat Goes On（2020年11月20日 - 29日、天王洲 銀河劇場 / 12月3日 - 6日、メルパルク大阪ホール）[23]
- 炎炎ノ消防隊（2020年7月31日 - 8月2日、梅田芸術劇場シアター・ドラマシティ / 8月6日 - 9日、KT Zepp Yokohama）- レオナルド・バーンズ[24]
- DisGOONieS
  - エイリアンハンドシンドローム（2020年9月2日 - 13日、銀座DisGOONieS）[25]
  - 饗宴「Führer」（2020年10月21日 - 11月1日、銀座DisGOONieS）[26]
  - 饗宴「chill moratorium」（2022年4月19日 - 26日、銀座DisGOONieS）
- 配信朗読劇「Candle Story」（2020年12月16日・19日・20日、無観客生配信） - 柊二郎[27]
- 知り難きこと陰の如く、 動くこと雷霆の如し。（2020年12月21日、スペース・ゼロ）※日替わりゲスト出演
- 舞台「双牙～ソウガ」新炎（2021年3月5日 - 14日、シアター1010）- デンベイ[28]
- ひとりしばい特別公演 「THE LOVE」冬パート（2021年3月31日配信）[29]
- ロックミュージカル「MARS RED」（2021年6月24日 - 7月1日、天王洲銀河劇場）- 中島宗之助[30]
- 舞台「憂国のモリアーティ」case 2（2021年7月23日 - 8月1日、新国立劇場 中劇場）- ジャック・レンフィールド[31]
- 演劇ドラフトグランプリ（2022年6月13日、日本武道館）チーム「ID Checkers」
  - 演劇ドラフトグランプリ2023（2023年12月5日、日本武道館）[32]
- 舞台『転生したらスライムだった件』（2023年8月3日 - 5日、メルパルク大阪ホール / 8月2日・3日、日本青年館ホール） - ハクロウ[33]
  - 舞台『転生したらスライムだった件』-魔王来襲編&人魔交流編-（2024年7月25日 - 28日、天王洲 銀河劇場 / 8月2日・3日、サンケイホールブリーゼ）[34]
- 舞台『ETERNAL GHOST FISH -永恒机关魚-』（2023年10月13日 - 22日、紀伊國屋ホール）[35]
- G.Garage/// シェイクスピア道 第三道「ヘンリー四世」（2023年10月26日 - 29日、ウエストエンドスタジオ） - ノーサンバランド / ピストル[36]
- HIGH CARD the STAGE - CRACK A HAND（2024年1月19日 - 29日、シアター1010） - バーナード・シモンズ[37]
- 舞台『ヴィンランド・サガ』〜海の果ての果て 篇〜・〜英雄復活 篇〜（2024年4月19日 - 29日、スペース・ゼロ） - アシェラッド[38]
- 戦国妖狐 THE STAGE 世直し姉弟編（2024年9月27日 - 10月4日、シアター1010） - 野禅[39]
- 水木英昭プロデュース Vol.28 20周年記念公演「虹色唱歌」（2024年10月18日 - 22日、紀伊國屋ホール / 11月3日・4日、近鉄アート館）[40]
- 演劇ドラフトグランプリ THE FINAL（2024年12月10日、日本武道館）[41]
- ルル‐地霊・パンドラの箱‐（2024年12月18日 - 22日、シアター・アルファ東京） - シゴルヒ[42]
- 舞台『鬼背参り』（2025年1月29日 - 2月2日、シアターサンモール）[43]
- G.GARAGE/// 朝シェイクスピア90シリーズ『ジュリアス・シーザー』（2025年2月28日 - 3月2日、Mixalive TOKYO Hall Mixa）[44]
- ポップンマッシュルームチキン野郎『R老人の終末の御予定』（2025年3月6日 - 11日、すみだパークシアター倉）[45]

### オリジナルビデオ
- 狂犬MAD DOG（1994年7月）
- 最後の馬券師2（1994年10月）
- 湘南爆走族2 熱闘!アルバイト大作戦（1998年2月）- 主演・江口洋助
- 首領への道 1 - 4（1998年5月） - 白虎会組員 尾形克也
- ワル外伝（1998年8月）
- 日本極道史
  - 誇り高き戦い（1999年11月）
  - 龍神三兄弟（2000年1月21日）
- 雀狼伝 必殺!!亜空間殺法（2000年6月） - アキラ
- 七人のスロッター（2000年7月） - 宮原俊介
- メイク・アップ〜モデルの女（2000年10月）
- ワル序章（2004年）
- イヴォルバー -EVOLVER-（2004年6月） - シロウ
- CONFLICT 〜最大の抗争〜 外伝 織田征仁1,2（2019年）全2作 - 織田同志会副会長 小野田勝利
- 織田同志会 織田征仁（2020年 - 2022年） - 小野田勝利
  - 織田同志会 織田征仁1（2020年） - 織田同志会会長
  - 織田同志会 織田征仁2 - 最終章（2020年 - 2022年）全10作 - 織田同志会副会長
- 日本極道戦争7・8（2020年） -  宅間次郎
- てれびくん超バトルDVD 仮面ライダーギーツ どやさ!? 男だらけのデザイアグランプリ 王蛇はオレだー!!（2023年） - 仮面ライダー王蛇の声
- CONNECT 覇者への道（2024年） - 名和会会長 櫻井信光

### プロモーションビデオ
- SEGA シャンゼリオン（1996年6月）

### Webドラマ
- 仮面ライダーブレイブ 〜Surviveせよ! 復活のビーストライダー・スクワッド〜（2017年2月19日、東映特撮ファンクラブ） - 浅倉威 / 仮面ライダー王蛇
- 仮面ライダージオウ スピンオフ PART2『RIDER TIME 龍騎』（2019年3月31日 - 4月14日、ビデオパス） - 浅倉威 / 仮面ライダー王蛇[5]
- 仮面ライダーアウトサイダーズ ep.1, 7（2023年1月29日・2024年12月22日、東映特撮ファンクラブ） - 浅倉威 / 仮面ライダー王蛇（ep.1：主演）[46][47]
- CONNECT 覇者への道（2025年6月25日〈予定〉 - 、U-NEXT） - 名和会会長 櫻井信光[48]

### テレビアニメ
- 勇午 〜交渉人〜（2004年、キッズステーション） - 別府勇午
- 怪人開発部の黒井津さん（2022年） - 第10話ナレーション

### OVA
- HUNTER×HUNTER G・I Final（2004年） - ビスケット＝クルーガーの本来の姿

### 吹き替え
- ティラミス（2002年）- コウ・フォン（ニコラス・ツェー） 役

### ゲーム
- 仮面ライダー龍騎（2002年） - 仮面ライダー王蛇
- グランディアIII（2005年） - エメリウス
- フェアリーフェンサー エフ ADVENT DARK FORCE（2015年） - ノイエ[49][要ページ番号]
- 仮面ライダー ストームヒーローズ 新たなる覚醒（2015年） - 仮面ライダー王蛇
- オール仮面ライダー ライダーレボリューション（2016年） ‐ 仮面ライダー王蛇
- 仮面ライダーバトル ガンバライジング（2020年） - 仮面ライダー王蛇[50]
- メギド72（2021年 - 2023年） - バロール[51]
- 仮面ライダーバトル ガンバレジェンズ（2023年） - 仮面ライダー王蛇

### CM
- SEGA「超光戦士シャンゼリオン スーパー装備」（1996年）
- ロッテ「もぎたてスウィーティー」（1996年）
- 大東建託「いい部屋が呼んでいる」篇（2004年）
- グリコ「ジャイアントコーン（がっつりいっちゃう篇）」（2007年）

### 玩具
- COMPLETE SELECTION MODIFICATION V BUCKLE（2018年12月） - 浅倉威 / 仮面ライダー王蛇
- CSM Vバックル 4大仮面ライダーセット（2024年11月） - 浅倉威 / 仮面ライダー王蛇

## 作品

### CD
- real LOVE（2004年7月28日 東芝EMI）

### DVD
- Takashi Hagino in Venezia（2004年、日本メディアサプライ）

### 写真集
- 仮面ライダー龍騎公式アルバム NAKEDSEVEN（2002年7月、角川書店） ISBN 978-4-04-853538-0
- 俳優・萩野崇（2003年4月 朝日ソノラマ） ISBN 978-4-257-03673-9